# Polonodon
Polonodon – rodzaj cynodonta z rodziny Dromatheriidae. Obejmuje jeden znany gatunek - Polonodon woznikiensis. Jego skamieniałości odkryto w Polsce, w skałach datowanych na późny trias.

## Materiał kopalny
Pierwsze okazy odkryto w Woźnikach, w skałach datowanych na karnik lub noryk. Z tego stanowiska pochodzą liczne izolowane zęby należące do kilku osobników, a także dystalny fragment kości ramiennej. Większość zębów ma więcej niż dwa guzki.
Do tego gatunku przypisano również 10 zębów odkrytych w Krasiejowie, datowanych na późny karnik lub wczesny noryk. 

## Nazwa
Nazwę rodzajową utworzono przez połączenie łacińskiego słowa Polonia, znaczącego „Polska”, i greckiego słowa odon, znaczącego „ząb”. Epitet gatunkowy odnosi się do miejsca odkrycia pierwszych okazów.